# Баклан маккуорійський
Баклан маккуорійський (Leucocarbo purpurascens) — вид сулоподібних птахів родини бакланових (Phalacrocoracidae). Раніше вважався підвидом баклана імператорського (Leucocarbo atriceps).

## Поширення
Гніздиться на субантарктичному острові Маккуорі та сусідніх дрібних островах Бішопа і Клерка, на пів дорозі між Австралією та Антарктидою.

## Опис
Птах завдовжки 75 см, розмахом крил до 110 см, вагою 2,5–3,5 кг. Самці більші за самиць. Птах має чорну верхню частину та білу нижню частину. Щоки і покривала для вух чорні; на крилах білі смуги, на голові чорний гребінь. У шлюбний період у птахів є пара помаранчевих карункулів над основою дзьоба перед очима, та помаранчево-коричнева шкіра обличчя біля основи нижньої щелепи. Навколо очей є блакитне кільце. Дзьоб темно-коричневий. Лапки рожеві.

## Спосіб життя
Живиться дрібною рибою і морськими безхребетними. За здобиччю пірнає на глибину до 25 м (максимальна глибина 60 м). Сезон розмноження триває в період з вересня по лютий. Створює моногамні пари на сезон. Гніздиться на землі на виступах і вершинах крутих скель у колоніях від 10 до сотні птахів. Гнізда будує з гуано, болота, водоростів і трави. Відкладає 2—3 яйця.

## Чисельність
За оцінками 2000 року, популяція виду складала близько 760 гніздових пар, у тому числі 100 пар на островах Бішопа і Клерка. Пізніше (у жовтні 2003 року) опитування виявило 472 гніздові пари в одинадцяти колоніях на острові Маккуорі, що свідчить про 30 % зниження.